# Bowling (film)
Pour les articles homonymes, voir Bowling (homonymie).
Pour plus de détails, voir Fiche technique et Distribution.
Bowling est un film français réalisé par Marie-Castille Mention-Schaar et sorti en 2012. Fondé sur des faits réels, il met en scène Catherine Frot, Laurence Arné, Firmine Richard et Mathilde Seigner.

## Synopsis
Une équipe féminine se prépare à participer au championnat de Bretagne de bowling. Elle va devoir mener en parallèle un autre combat, celui pour conserver la maternité de Carhaix.

## Fiche technique
- Titre : Bowling
- Réalisation : Marie-Castille Mention-Schaar
- Scénario : Marie-Castille Mention-Schaar et Jean-Marie Duprez, d'après une proposition de Jean-Marie Duprez
- Décors : Hérald Najar
- Costumes : Mélanie Gautier
- Direction artistique : Loïc Chavanon
- Son : Dominique Levert
- Photographie : Myriam Vinocour
- Montage : Hugues Darmois
- Casting : Christophe Istier
- Musique : Erwann Kermorvant
- Cascades : Patrick Ronchin et Jean-Claude Lagniez
- Sociétés de production : Loma Nasha Films, Pathé, TF1 Films Production, Lorette Production, Cinémage 6, Canal+ et Ciné+ avec le soutien de la région Bretagne
- Producteurs : Marie-Castille Mention-Schaar, Jérôme Seydoux, Pierre Kubel et Romain Le Grand
- Producteurs associés : Serge Hayat et Christophe Bichot
- Société de distribution : Pathé Distribution (France et  Suisse), NOS Audiovisuais (en) ( Portugal),
- Budget : 10.6M€[1]
- Genre : comédie dramatique
- Format : couleur
- Son : Dolby Digital
- Pays d'origine :  France
- Langues : français
- Durée : 90 minutes
- Date de sortie : 18 juillet 2012
- Date de sortie DVD : 21 novembre 2012

## Distribution
- Catherine Frot : Catherine
- Laurence Arné : Louise
- Firmine Richard : Firmine
- Mathilde Seigner : Mathilde
- François Bureloup : Yves
- Mathias Mlekuz : Erwan
- Geneviève Mnich : Madame Escoffier
- Frédéric Noaille : Paul
- Catherine Riaux : Armelle, la secrétaire de Catherine
- Julien Crampon : Gaël
- Éric Naggar : Henri, le mari de Catherine
- Alex Lutz : L'examinateur
- Dédé Riou : lui-même
- Georges Cadoudal : lui-même
- Gilles Bataille : Le directeur de l'hôpital
- Samuel Chauvin : Maël
- Kiliann Lorguilloux : Merlin
- Florence Mestais : Angélique
- Anne Pia : Secrétaire sous-préfet
- Roland Lancelot : Sous-préfet Quimper
- Maïwenn Finont : Maïwenn
- Delphine Samedy : Delphine
- Vladys Muller : Jeune maman
- Katell Borvon : Florence
- Joël Pyrene : Chauffeur de taxi
- Gaelle Hausermann : Madame Blanc
- Xavier Goulard : Docteir Diaz
- Véronique Rousseau : Rennaise 1
- Servane Le Gall : Rennaise 2
- Pascal Ralite : Arbitre finale
- Aude Lorguilloux : Jeune fille mairie
- Richard Rouille : L'avocat
- Eric Toisier : Arbitre championnat
- Claire Chiron : Commerçante
- Mireille Fafra : Secrétaire directeur
- Malo d'Hervé : Enfant Angélique
- Martin Cannavo :
- Solenn De la Turmelière : Collectif des Femmes Enceintes
- Morgane Le Rest : Collectif des Femmes Enceintes
- Magali Moreau : Collectif des Femmes Enceintes
- Fabienne Boulzennec : Collectif des Femmes Enceintes
- Soizic Contant : Collectif des Femmes Enceintes
- Virginie Hesnault : Collectif des Femmes Enceintes
- Florence Hay : Collectif des Femmes Enceintes
- Josiane Herviou : Collectif des Femmes Enceintes
- Delphine Le Coz : Collectif des Femmes Enceintes
- Eva Monfort : Collectif des Femmes Enceintes
- Séverine Valonet : Collectif des Femmes Enceintes

## Tournage
Si quelques scènes ont été tournées à Paris, Quimper ou encore Brest, le tournage s'est principalement déroulé de juillet à septembre 2011 à Carhaix, la capitale du Poher où se sont réellement passés les évènements quelques années plus tôt. Fin juillet 2011, la réalisatrice confiait au Télégramme : « sans rien devoir à Carhaix, j'aurais eu un peu l'impression de commettre une trahison en allant ailleurs, après l'accueil qu'on a reçu ici, au bowling, à la maternité, en mairie, et l'enthousiasme qu'on a ressenti de la part de la population quand le projet a été connu. ». La chose n'était pas aisée à cause des coûts d'une telle localisation sur une longue période. L'équipe logeait à l'hôtel Noz-Vad en centre-ville mais aussi dans des gîtes ou chez l'habitant. Selon les propos recueillis par Pierre Chapin, ce ne sont pas moins de 70 personnes qui se sont établies dans la ville. Un million d'euros auraient ainsi été injectés dans l'économie locale.
Hoel Cumunel, dans une interview parue dans le Télégramme, a précisé que Firmine Richard a quant à elle séjourné à l'Hôtel du lac à Huelgoat. Cette commune est particulièrement prisée des touristes notamment pour son « chaos » rocheux, où une scène a également été tournée.
Le bowling de Brest, le Master Bowling, a accueilli le tournage des scènes intérieures de bowling.
Les habitants de Carhaix et de ses environs ont participé activement au film en tant que figurants, certains ayant même eu des répliques. Les musiciens qui accompagnaient les cortèges des manifestants à l'époque ont été mobilisés : Dédé Riou, sonneur de Spézet bien connu dans la région (bombarde), et Georges Cadoudal, ancien champion de Bretagne de sonneurs en couple, avec son inséparable biniou.

## Accueil à la sortie
Projeté à Carhaix le 3 juin 2012, Bowling a reçu une ovation debout. Le film a ensuite été présenté en avant-première le 20 juin 2012 à Quimper, où il a rempli trois salles du Cinéville Le Bretagne. D'après Ouest-France, le film a fait l'unanimité auprès des Quimpérois présents.

## Box-office
Le cinéma le Grand bleu fermant chaque été ses portes pendant le festival des Vieilles Charrues, le film est sorti à Carhaix (et dans quelques salles du Finistère) dès le mercredi 11 juillet. Dans ce cinéma à une salle, géré par des bénévoles, trente-trois séances ont été programmées du 11 au 18, en attendant des séances supplémentaires une fois le festival terminé. Durant cette semaine-là, le film a enregistré environ 3 000 entrées.
Mercredi 18 juillet, le film a enregistré 34 474 entrées, ce qui en fait le deuxième meilleur démarrage des nouveautés de la semaine.
En fin d'exploitation, le film totalise 478 094 entrées en France.
En comptant les entrées réalisées en France, le film rassemble 559 887 spectateurs en Europe.